# Perasia jugis
Perasia jugis är en fjärilsart som beskrevs av Walker 1858. Perasia jugis ingår i släktet Perasia och familjen nattflyn. Inga underarter finns listade i Catalogue of Life.